# إمناء اصطناعي
الإمناء الاصطناعي أو التلقيح الصناعي(بالإنجليزية: Artificial insemination) هو الإدخال المتعمد للسائل المنوي إلى رحم الأنثى لغرض الإخصاب. ويتم ذلك بضخ السائل المنوي بشكل مباشر في داخل المهبل أو قناة المبيض. وهو علاج شائع للخصوبة، كما أنها ممارسة شائعة في تلقيح الأبقار والخنازير. تقنية التلقيح الاصطناعي تساعد في كل من تقنيات التلقيح بالمساعدة، التبرع بالحيوانات المنوية بها، وتقنيات تلقيح الحيوانات.

## تاريخ
وقعت أول حالة تلقيح أصطناعي من متبرع في عام 1884.حيث قام طبيب في فيلادلفيا بأخذ الحيوانات المنوية من أحد تلاميذه لبذرها في أمرأة مخدرة. ولم تعلم هذه المرأة بهذا الإجراء، وكان زوجها عقيم. وذكرت الحالة بعد مرور 25 عاما في مجلة طبية.
في 1980 تم استخدام تقنية التلقيح الأصطناعي المباشر لعدة مرات، حيث كان الأطباء يحقنون الحيوانات المنوية في أسفل البطن من خلال ثقب أو شق جراحي بهدف السماح لهم للعثور على البويضة في المبيض أو بعد دخول الجهاز التناسلي من خلال الفوهة عن طريق قناة فالوب.

## أسباب اللجوء إلى التلقيح الاصطناعي
- إصابة الزوجة بإنتباذ البطاني الرحمي.
- إصابة الزوجة بنوع من الالتهابات في عنق الرحم.
- انخفاض عدد الحيوانات المنوية أو ضعف حركتها.
- إصابة الزوج بحالة القذف العكسي.

## استخدام التلقيح الاصطناعي في الدواجن
يعتبر التلقيح الاصطناعي الأداة الحديثة المستخدمة في تحسين إنتاجية حيوانات المزرعة من خلال استخدام السائل المنوي لسلالات ذات تراكيب وراثية ممتازة. والتلقيح الاصطناعي هو الحل الأمثل لمشكلة انخفاض نسبة الخصوبة في الدواجن خاصة في أمهات الدجاج الرومي وأمهات دجاج اللحم. حيث أن نسبة الخصوبة المتحصلة عليها من استخدام التزاوج الطبيعي تكون منخفضة إلى جانب أنها غير اقتصادية، حيث أن الفروقات في الوزن، والحجم، والشكل بين الذكور والإناث يجعل الجماع أو التزاوج الطبيعي صعب جداً.
ومن مميزات التلقيح الاصطناعي تحسين نسبة الخصوبة حيث تصل إلى أكثر من 90 % إلى جانب سهولة تحديد نسب الكتاكيت (الصيصان) في التجارب العلمية الخاصة بالتحسين الوراثي للصفات المختلقة في الدواجن، بالإضافة إلى اِطالة مدة الاستفادة من الديوك ولكن هذه الطريقة لها بعض العيوب فعلى سبيل المثال تحتاج إلى عناصر بشرية مؤهلة ومدربة في تجميع السائل المنوي من الديوك وتلقيح الإناث بكفاءة عالية تضمن الحصول على مستوى عالي من الخصوبة.
ومن المعلوم أنه بمجرد إفراز السائل المنوي من الديوك فإن نسبة كبيرة من الحيوانات المنوية تفقد سلامتها وحيويتها طبيعياً وتستمر هذه العملية خلال عملية تخزين السائل المنوي ولقد فشلت محاولات تخزين السائل المنوي للدواجن في الأنابيب الزجاجية بدون التأثير على الخصوبة.
حيث وجد أن حوالي 50 % من الحيوانات المنوية تتعرض للهلاك خلال تخزين السائل المنوي بطريقة التجميد. وأن القدرة التخصيبية للسائل المنوي للديوك تفقد بسرعة كبيرة جداً خاصة لو حفظت لأكثر من نصف ساعة.
ولضمان الحصول على نسبة خصوبة عالية في حقول الأمهات هناك عدة نقاط يجب أن تؤخذ بعين الاعتبار منها عدد الحيوانات المنوية في عينة السائل المنوي الملقحة للأنثى من العوامل المهمة والمؤثرة في مستوى الخصوبة باستخدام التلقيح الاصطناعي.
وعليه يجب جمع السائل المنوي من الديوك على فترات فاصلة ومنتظمة وحسب البرنامج المعد خلال موسم التربية ويعتقد بأن عدد الحيوانات المنوية اللازمة للتلقيحة الواحدة في حدود من 80 – 100 مليون حيوان منوي، وذلك من أجل الحصول على أعلى نسبة خصوبة في القطيع وهذه الجرعة ثابتة وموصى بها خلال موسم التربية في حقول الأمهات في الدواجن.
وعادة يتم جمع السائل المنوي من الديوك وذلك بتدليك منطقة البطن ومؤخرة الديك حيث يؤدي ذلك إلى انتصاب عضو السفاء الأثري (عضو الجماع) والحلمات التي تعتبر مصدر اللمف الذي يضاف إلى الحيوانات المنوية، ويفرز السائل المنوي بعد ذلك من فتحة المجمع لديك في أوعية التجميع الخاصة.
وتحت الظروف الحقلية يمكن استعمال جرعة تقدر بحوالي 0.05 مليمتر من السائل المنوي الطازج للتلقيحة الواحدة للأنثى وبمدة فاصلة تقدر بحوالي من 4 – 5 أيام أم التلقيح مرتين أسبوعياً لأمهات الدجاج أما في الدجاج الرومي فإن الجرعة الملقحة تكون بحوالي 0.025 مليمتر، وبمدة فاصلة تقدر بحوالي أسبوع إلى عشرة أيام وذلك للحفاظ على مستوى عالي من الخصوبة طيلة المدة الإنتاجية من البيض.
ويجب استخدام السائل المنوي من الديوك وتلقح به الإناث في زمن لا يتعدى نصف ساعة للحصول على أفضل خصوبة وقبل عملية تلقيح السائل المنوي للأنثى يجب العمل على بروز الجزء العلوي من مهبل الأنثى حيث يتم حقن السائل المنوي بالقرب من الغدد الخاصة بتخزين الحيوانات المنوية والتي يعتقد بوجودها في منطقة اتصال المهبل بالرحم، وأن يتم التلقيح في الفترة المسائية (بعد الظهر) بحيث لا توجد بيضة كاملة التكوين في منطقة الرحم لأن ذلك يعمل على أعاقة حركة الحيوان المنوي خلال القناة التناسلية من منطقة المجمع إلى منطقة القمع وهو أول جزء في القناة التناسلية للأنثى.
ويعرف الإخصاب بأنه اتحاد الحيوان المنوي (المشيج المذكر) بالبويضة (المشيج المؤنث) وتصبح البويضة مخصبة. ويحدث الإخصاب بعد عملية التبويض وهو تحرير البويضة (الصفار) من المبيض بعد وصولها إلى مرحلة النضوج أو يصل قطرها إلى حوالي 4 سم، ويستقبل القمع البويضة الناضجة وتبدأ مرحلة تكون البيضة الكاملة خلال القناة التناسلية للأنثى والتي تنقسم إلى خمسة أقسام :
- القمع ويحدث فيه الإخصاب، ويستقبل البويضة.
- المعظم ويتم فيه تكوين الزلال أو الألبومين للبيضة.
- البرزخ وفيه يتم تكوين غشائي القشرة الداخلية.
- الرحم وفيه يتم تكون غشائي القشرة الخارجية.
- المهبل يساعد في خروج البيضة أو وضع البيضة وليس له دوراً في عملية تكوين البيضة

## الامناء الاصطناعي للأبقار
عند البقر يلعب التلقيح الاصطناعي دورًا أساسيًا ليس فقط في نجاح إنشاء الحمل، ولكن أيضًا في تسريع التحسين الوراثي وتسهيل توزيع نطاق نسل الثيران المختارة جينيا. كما أم الهدف من التلقيح هو التأكد من وجود خزان كافٍ من الحيوانات المنوية القادرة والمتنقلة في المنطقة القَيْلانِيَّة لأنابيب الرحم، الموقع الرئيسي لخزان الحيوانات المنوية في البقرة، في وقت التبويض لضمان التخصيب. تطوير تقنيات تجميد الحيوانات المنوية ساهم في نجاح هاته العملية. يتم حماية الحيوانات المنوية المجمدة من الصدمات الباردة والحرارية وتلقيحها في الـ 6 إلى 8 دقائق بعد التجميد.

## الامناء الاصطناعي عند البشر
يشمل التلقيح الاصطناعي مجموعة من التقنيات الطبية المتقدمة التي تهدف إلى تسهيل الإنجاب البشري. تنطوي هذه التقنيات على معالجة البويضات والأجنة البشرية من خلال سلسلة من الإجراءات الطبية المعقدة، مثل تحفيز المبيضين، وجمع البويضات والحيوانات المنوية، بالإضافة إلى الإخصاب في المختبر. تساهم هذه التدخلات في تعزيز فرص الإنجاب للأزواج الذين يواجهون صعوبات في الحمل بشكل طبيعي، مما يزيد من فرص الإخصاب وتطور الأجنة بشكل فعّال.
عند دراسة التلقيح داخل الرحم، من المهم أن نفهم أن هناك العديد من المصطلحات التي قد تشير إلى هذه التقنية ذاتها. على الرغم من أن مصطلح "التلقيح داخل الرحم" يُستخدم حاليًا لوصف إدخال الحيوانات المنوية إلى الجهاز التناسلي الأنثوي بطرق غير طبيعية، فإن تعبير "التلقيح الاصطناعي" لا يزال يُستخدم على نطاق واسع في النصوص القانونية والتشريعية المتعلقة بهذه العملية.
يعد الانجاب بالمساعدة الطبية أحد الوسائل التي يلجأ لها غالبية الأزواج الذين يعانون من مشاكل في الإنجاب. وحسب قوانين الدول، يمكن أن يكون السائل المنوي المستخدم في التلقيح الصناعي مقدمًا من الزوج أو الشريك للمرأة أو من مانح معروف أو مجهول. وتُستخدم تقنيات التلقيح الصناعي بشكل أساسي لمساعدة الأزواج الذين يعانون من صعوبات في الإنجاب يطلب الأطباء فحصًا لكل من الرجل والمرأة المعنيين للتأكد من غياب أي عوائق جسدية تمنعهما من الحمل بشكل طبيعي، بما في ذلك أي عامل يمنع الزوجين من ممارسة العلاقات الجنسية بشكل كامل. كما يخضع الزوجان أيضًا لاختبار الخصوبة لتحديد حركة وعدد وقابلية بقاء الحيوانات المنوية للذكور ونجاح التبويض للأنثى. استنادًا إلى هذه الاختبارات، يوصي الطبيب بتقديم نوع من التلقيح الصناعي أو لا. وقد تُظهر نتائج التحقيقات، على سبيل المثال، أن جهاز المناعة للمرأة قد يرفض سائل منوي شريكها كجسيمات غريب.

## قانون الأخلاقيات البيولوجية في فرنسا
وفقًا لقانون الأخلاقيات البيولوجية لعام 2021، فإن المعايير التي يجب توفرها للاستفادة من التلقيح الصناعي هي كالتالي:
- يمكن إجراء التلقيح الصناعي باستخدام حيوانات منوية من الزوج أو حيوانات منوية مجمدة من متبرع مجهول.
- يجب أن يوافق الزوجان أو الفتاة غير المتزوجة مسبقًا على التلقيح الصناعي أو نقل الأجنة.
- يجب أن يتم التحقق من مشروع الأبوة والأمومة من خلال سلسلة من المقابلات مع المهنيين (الأطباء والمعالجين النفسيين، إلخ).
- يجب أن يكون الأشخاص الذين يستفيدون من التلقيح الصناعي في سن الإنجاب.

يجب الإشارة إلى أن قانون الأخلاقيات البيولوجية لعام 2021 قد وسع نطاق المساعدة الطبية للإنجاب (PMA).